# Víctor Ibarbo
Víctor Ibarbo (* 19. Mai 1990 in Cali) ist ein kolumbianischer Fußballspieler.

## Karriere
Ibarbo begann mit dem Fußballspielen in der Jugendmannschaft des Club la Cantera. Im Jahr 2007 wechselte er in die Jugendmannschaft des kolumbianischen Erstligisten Atlético Nacional, für den er 2008 zu seinem ersten Einsatz in der ersten Mannschaft kam. Dort absolvierte er 97 Spiele in drei Jahren. Dadurch machte er 2010 auch den kolumbianischen Nationaltrainer auf sich aufmerksam und wurde in die Nationalmannschaft berufen. Zuvor hatte er bereits im Jahr 2009 mit der kolumbianischen U-20-Nationalmannschaft an der Qualifikation zur U-20-Weltmeisterschaft teilgenommen.
Zur Saison 2011/12 wechselte Ibarbo nach Italien zu Cagliari Calcio. Am 5. Januar 2013 wurde er im Spiel von Cagliari Calcio gegen Lazio Rom rassistisch diskriminiert.
Am 1. Februar 2015 wechselte Ibarbo bis zum Ende der Saison 2014/15 auf Leihbasis zum AS Rom. Am 1. September wechselte Ibarbo zum FC Watford in die englische Premier League und erhielt einen Leih-Vertrag bis zum Ende der Saison. Im Januar 2016 wurde er bis zum Saisonende an seinen Jugendverein Atlético Nacional verliehen.
Im Juli 2016 wurde Ibarbo an Panathinaikos Athen verliehen, kam jedoch auf lediglich acht Einsätze, sodass er im Januar 2017 nach Cagliari zurückkehrte.
Im März 2017 wechselte er auf Leihbasis zum japanischen Erstligisten Sagan Tosu. Nach Ende der Ausleihe wurde er Anfang Juli 2017 von Sagan Tosu fest verpflichtet. Von Juli 2019 bis Dezember 2019 wurde er an den Zweitligisten V-Varen Nagasaki ausgeliehen. Nach Ende der Ausleihe wurde er von Nagasaki fest verpflichtet. Hier stand er bis Ende 2022 unter Vertrag. Nach der Saison wurde sein Vertrag nicht verlängert.